# Sandu (köping i Kina, Guizhou)
Sandu (kinesiska: 三都, 三都镇) är en köping i Kina. Den ligger i provinsen Guizhou, i den sydvästra delen av landet, omkring 67 kilometer söder om provinshuvudstaden Guiyang. Antalet invånare är 17928. Befolkningen består av 8 820 kvinnor och 9 108 män. Barn under 15 år utgör 23,0 %, vuxna 15-64 år 67 %, och äldre över 65 år 9,0 %.